# Saint-Laurent-de-la-Salle
Saint-Laurent-de-la-Salle är en kommun i departementet Vendée i regionen Pays de la Loire i västra Frankrike. Kommunen ligger i kantonen L'Hermenault som tillhör arrondissementet Fontenay-le-Comte. År 2022 hade Saint-Laurent-de-la-Salle 394 invånare.

## Befolkningsutveckling
Antalet invånare i kommunen Saint-Laurent-de-la-Salle
| Referens: INSEE |